# Пеёвци
Пеёвци (болг. Пейовци) — село в Болгарии. Находится в Габровской области, входит в общину Габрово. Население составляет 10 человек.

## Политическая ситуация
В местном кметстве Гергини, в состав которого входит село Пеёвци, должность кмета (старосты) исполняет Румяна Русева Кушева (Граждане за европейское развитие Болгарии (ГЕРБ)) по результатам выборов.
Кмет (мэр) общины Габрово — Томислав Пейков Дончев (Граждане за европейское развитие Болгарии (ГЕРБ)) по результатам выборов.